# Goulrypchi
Pour la municipalité, voir Goulrypchi (municipalité).
Goulrypchi est une communauIe urbaine située en Abkhazie, république séparatiste au nord-ouest de la Géorgie. Elle est à douze kilomètres au sud-est de la capitale Soukhoumi et se trouve au bord de la mer Noire.
Goulrypchi est le chef-lieu du raïon de Goulrypchi. Depuis la fin du blocus imposé par la Géorgie, et la reconnaissance de l'Abkhazie par la Russie, à l'inverse de la plupart des autres pays, Goulrypchi prévoit de développer ses infrastructures touristiques.
Goulrypchi possède une église construite au début du XXe siècle par N. Smetski.
Neuf villages dépendent du raïon de Goulrypchi : Ajara, Bagmaran, Dranda, Katsikyta, Merkheoul, Pchal, Ouartcha et Tsabal. 